# 오세훈 (연출가)
오세훈(1978년 ~ )은 대한민국의 음악가이자 뮤직비디오 감독이다.

## 학력 및 경력
- 수원대학교 방송연예학과 졸업
- 더 플레이독 미디어대표
- 비스트리트 미디어(베이직 하우스)대표 감독 입사
- 2007년 5월 가수 윤건 마인드 브릿지의 '이별 여행' '설마' 촬영[1]
- 2008년 4월 가수 마야의 4집 'MAYA FOUR'[2]
- 2009년 4월 가수 프리스타일의 '마음으로 하는말'등 40여편의 뮤직비디오를 작업하고 있는 신세대 감독이다.